# Câu lạc bộ xà lách

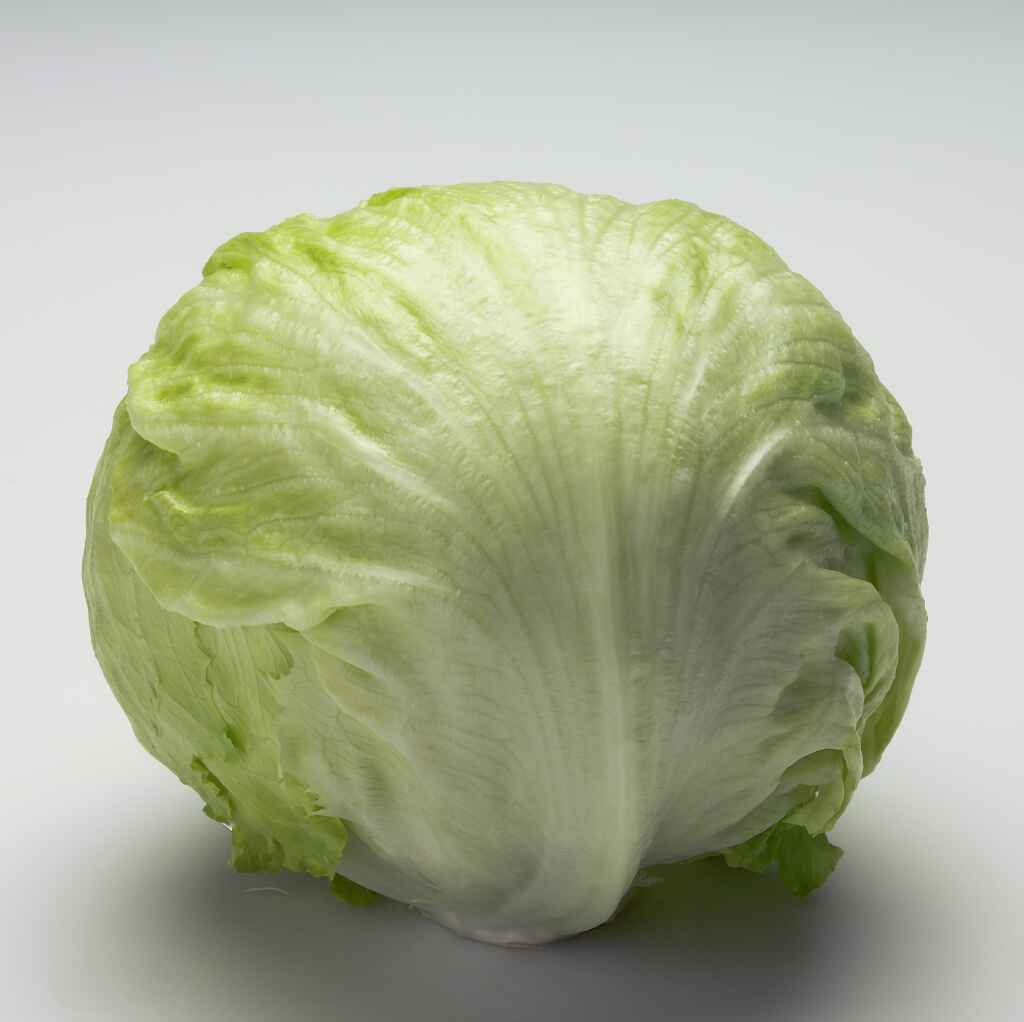
Một bắp rau xà lách

Câu lạc bộ xà lách là một hội nhóm sinh viên tổ chức các sự kiện trong đó các thành viên cạnh tranh để trở thành người đầu tiên ăn hết một bắp rau xà lách. Bắt nguồn từ Trường Khoa học và Toán học Maine, phong trào câu lạc bộ rau xà lách lan rộng sau khi được đề cập trong một bài đăng lan truyền trên Tumblr.

## Các trường hợp

### Các trường cao đẳng và đại học
Một câu lạc bộ xà lách tại Đại học Maryland, College Park được thành lập vào năm 2017 và đã tổ chức hai cuộc thi vào năm đó trước khi ngừng hoạt động. Vì câu lạc bộ chưa được trường đại học chính thức công nhận nên Hội sinh viên Stamp đã từ chối tổ chức các sự kiện tiếp theo của câu lạc bộ, khiến cho câu lạc bộ gặp nhiều khó khăn.
Một câu lạc bộ xà lách được thành lập tại Đại học Nam Carolina vào năm 2020 bởi một sinh viên Trường Cao đẳng Danh dự của trường, kết nạp hơn 80 thành viên trong năm đầu tiên hoạt động sau khi được trường công nhận chính thức và tổ chức một cuộc thi mỗi học kỳ. Người chiến thắng trong cuộc thi tại một cuộc họp nhất định được đặt tên là "Trưởng phòng Xà lách" (Head of Lettuce, một cách chơi chữ vì còn có nghĩa là "bắp rau xà lách") và chịu trách nhiệm lập kế hoạch cho cuộc thi của học kỳ tiếp theo.
– Tuyên ngôn rau xà lách được phát biểu bởi Jack Walsh, chủ tịch câu lạc bộ rau xà lách trường Đại học Minnesota
Một câu lạc bộ xà lách tại Đại học Minnesota đã tổ chức hai cuộc thi mỗi năm (tính đến năm 2021). Đối với cuộc thi mùa thu năm 2021 của câu lạc bộ, vốn là chủ đề của một bộ phim tài liệu của Barstool Sports, các thành viên được yêu cầu mang theo bắp xà lách Mỹ của riêng họ và chỉ những sinh viên năm cuối mới được phép tham gia.
Một câu lạc bộ xà lách được thành lập tại Đại học McGill vào năm 2021, với cuộc thi đầu tiên thu hút hơn 150 người tham dự. Các thí sinh được yêu cầu mang theo bắp xà lách Mỹ nặng từ 600 gam (21 oz). Người chiến thắng đã hoàn thành cuộc thi trong 3 phút 45 giây, và được giao nhiệm vụ lập kế hoạch cho cuộc thi tiếp theo với vai trò là "Trưởng phòng Xà lách".
Một câu lạc bộ xà lách được thành lập tại Đại học Carleton vào năm 2020, với cuộc gặp mặt đầu tiên diễn ra trên Discord với sự trợ giúp của một con bot được lập trình bởi các thành viên trong hội. Người chiến thắng hoàn thành thử thách trong 3 phút 28 giây. Cuộc thi tiếp theo vào năm 2021 được tổ chức trực tiếp với mục đích gây quỹ cho bệnh ung thư vú. Sau cuộc thi, 800 đô la Canada đã được quyên góp.

### Các trường trung học
Tại Trường Khoa học và Toán học Maine, nơi khởi nguồn câu lạc bộ xà lách đầu tiên, rau xà lách dùng cho các cuộc thi được mua từ Walmart; thí sinh đầu tiên ăn xong bắp xà lách của họ được đặt tên là "Vua xà lách" và được trao đai vô địch.
Một câu lạc bộ xà lách được thành lập tại Trường Trung học Heritage ở Frisco, Texas vào năm 2017, lấy cảm hứng từ một bài đăng mà một trong những người sáng lập đã thấy trên Twitter về các câu lạc bộ xà lách ở những nơi khác. Tính đến năm 2018, câu lạc bộ đã tổ chức các cuộc thi thường niên vào cuối mỗi năm học. Người chiến thắng trong một cuộc thi đã trở thành chủ tịch mới của câu lạc bộ. Tại cuộc thi năm 2018, các bài hát từ những năm 1980 bao gồm cả "Eye of the Tiger" đã được phát trong suốt cuộc thi.